# منتخب السعودية لكرة الصالات
منتخب السعودية لكرة قدم الصالات هو ممثل السعودية الرسمي في المنافسات الدولية في كرة الصالات .

## المنافسات

### بطولة كأس العالم داخل الصالات
- بطولة العالم لكرة القدم داخل الصالات 1989 –الجولة 1
- بطولة العالم لكرة القدم داخل الصالات 1992-بطولة العالم لكرة القدم داخل الصالات 2008 – لم يشارك
- كأس العالم لكرة الصالات 2012-كأس العالم لكرة الصالات 2016 – لم يتأهل
- كأس العالم لكرة الصالات 2020 – سوف يتم تحديدها

### كأس آسيا لكرة قدم الصالات
| كأس آسيا لكرة قدم الصالات           | كأس آسيا لكرة قدم الصالات | كأس آسيا لكرة قدم الصالات | كأس آسيا لكرة قدم الصالات | كأس آسيا لكرة قدم الصالات | كأس آسيا لكرة قدم الصالات | كأس آسيا لكرة قدم الصالات | كأس آسيا لكرة قدم الصالات | كأس آسيا لكرة قدم الصالات | كأس آسيا لكرة قدم الصالات |
| السنة                               | الجولة                    | المرتبة                   | لعب                       | فاز                       | تعادل                     | خسر                       | أهداف له                  | أهداف عليه                | فارق الأهداف              |
| ----------------------------------- | ------------------------- | ------------------------- | ------------------------- | ------------------------- | ------------------------- | ------------------------- | ------------------------- | ------------------------- | ------------------------- |
| بطولة آسيا لكرة القدم الخماسية 1999 | لم يشارك                  | لم يشارك                  | لم يشارك                  | لم يشارك                  | لم يشارك                  | لم يشارك                  | لم يشارك                  | لم يشارك                  | لم يشارك                  |
| بطولة آسيا لكرة القدم الخماسية 2000 | لم يشارك                  | لم يشارك                  | لم يشارك                  | لم يشارك                  | لم يشارك                  | لم يشارك                  | لم يشارك                  | لم يشارك                  | لم يشارك                  |
| بطولة آسيا لكرة القدم الخماسية 2001 | لم يشارك                  | لم يشارك                  | لم يشارك                  | لم يشارك                  | لم يشارك                  | لم يشارك                  | لم يشارك                  | لم يشارك                  | لم يشارك                  |
| بطولة آسيا لكرة القدم الخماسية 2002 | لم يشارك                  | لم يشارك                  | لم يشارك                  | لم يشارك                  | لم يشارك                  | لم يشارك                  | لم يشارك                  | لم يشارك                  | لم يشارك                  |
| بطولة آسيا لكرة القدم الخماسية 2003 | لم يشارك                  | لم يشارك                  | لم يشارك                  | لم يشارك                  | لم يشارك                  | لم يشارك                  | لم يشارك                  | لم يشارك                  | لم يشارك                  |
| بطولة آسيا لكرة القدم الخماسية 2004 | لم يشارك                  | لم يشارك                  | لم يشارك                  | لم يشارك                  | لم يشارك                  | لم يشارك                  | لم يشارك                  | لم يشارك                  | لم يشارك                  |
| بطولة آسيا لكرة القدم الخماسية 2005 | لم يشارك                  | لم يشارك                  | لم يشارك                  | لم يشارك                  | لم يشارك                  | لم يشارك                  | لم يشارك                  | لم يشارك                  | لم يشارك                  |
| 2006 ‏                               | لم يشارك                  | لم يشارك                  | لم يشارك                  | لم يشارك                  | لم يشارك                  | لم يشارك                  | لم يشارك                  | لم يشارك                  | لم يشارك                  |
| 2007 ‏                               | لم يشارك                  | لم يشارك                  | لم يشارك                  | لم يشارك                  | لم يشارك                  | لم يشارك                  | لم يشارك                  | لم يشارك                  | لم يشارك                  |
| بطولة آسيا لكرة القدم الخماسية 2008 | لم يشارك                  | لم يشارك                  | لم يشارك                  | لم يشارك                  | لم يشارك                  | لم يشارك                  | لم يشارك                  | لم يشارك                  | لم يشارك                  |
| بطولة آسيا لكرة القدم الخماسية 2010 | لم يشارك                  | لم يشارك                  | لم يشارك                  | لم يشارك                  | لم يشارك                  | لم يشارك                  | لم يشارك                  | لم يشارك                  | لم يشارك                  |
| بطولة آسيا لكرة الصالات 2012        | لم يتأهل                  | لم يتأهل                  | لم يتأهل                  | لم يتأهل                  | لم يتأهل                  | لم يتأهل                  | لم يتأهل                  | لم يتأهل                  | لم يتأهل                  |
| 2014                                | لم يتأهل                  | لم يتأهل                  | لم يتأهل                  | لم يتأهل                  | لم يتأهل                  | لم يتأهل                  | لم يتأهل                  | لم يتأهل                  | لم يتأهل                  |
| 2016                                | مرحلة المجموعات           | المركز 12                 | 3                         | 0                         | 1                         | 2                         | 7                         | 11                        | -4                        |
| 2018                                | لم يتأهل                  | لم يتأهل                  | لم يتأهل                  | لم يتأهل                  | لم يتأهل                  | لم يتأهل                  | لم يتأهل                  | لم يتأهل                  | لم يتأهل                  |
| بطولة آسيا لكرة الصالات 2020        | تأهل                      | 0                         | 0                         | 0                         | 0                         | 0                         | 0                         | 0                         | 0                         |
| الإجمالي                            | 2/16                      | 0                         | 3                         | 0                         | 1                         | 2                         | 7                         | 11                        | -4                        |

### دورة الألعاب الأسيوية للألعاب الداخلية وألعاب فنون القتال
- 2005 – لم يشارك
- كرة القدم داخل الصالات في دورة الألعاب الآسيوية للصالات المغلقة 2007 – مرحلة المجموعات
- 2009 – لم يشارك
- 2011 – ألغيت
- كرة القدم داخل الصالات في دورة الألعاب الآسيوية للصالات والفنون القتالية 2013 – مرحلة المجموعات